# Kozjak Začretski
 Kozjak Začretski falu Horvátországban Krapina-Zagorje megyében. Közigazgatásilag Sveti Križ Začretjéhez tartozik.

## Fekvése
Zágrábtól 32 km-re északra, községközpontjától 2 km-re északkeletre a Horvát Zagorje területén fekszik..

## Története
A településnek 1857-ben 210, 1910-ben 329 lakosa volt. Trianonig Varasd vármegye Krapinai járásához tartozott. A településnek 2001-ben 250 lakosa volt.

## Külső hivatkozások
Sveti Križ Začretje község hivatalos oldala